# Hàm Thuận (xã)
Hàm Thuận là một xã thuộc tỉnh  Lâm Đồng, Việt Nam.
Xã Hàm Thuận được thành lập ngày 16 tháng 6 năm 2025 theo Nghị quyết số 1656/NQ-UBTVQH15  của Ủy ban Thường vụ Quốc hội  trên cơ sở sáp nhập  toàn bộ diện tích tự nhiên, quy mô dân số của thị trấn Ma Lâm, xã Thuận Minh và xã Hàm Đức, huyện Hàm Thuận Bắc, tỉnh Bình Thuận . Xã này chính thức hoạt động từ ngày 01 tháng 7 năm 2025.